# 梁晓燕
梁晓燕（1957年—），祖籍中国上海，现居北京。学者、民间教育学者、媒体从业人员以及民间公益行动领袖。公益通讯《民间》的发起人兼前主编。

## 生平
1989年，六四事件期间，梁晓燕任北京外国语学院世界史教师。6月3日晚去过天安门广场寻找其学校的学生。六四事件之后，梁晓燕表达了自己对于四二六社论和六四事件的态度，退出中国共产党，被停职审查。她在卡玛拍摄的六四事件纪录片天安门中描述过自己在事件中的经历。
2005年10月24日，梁晓燕赴山东临沂看望盲人维权律师陈光诚。
2006年10月14日晚上6:30，龙应台基金会举办了《思沙龙系列》第四场活动：你所不知道的六四天安门。活动中龙应台透露自己在写出《这个动荡的世界》之后，梁晓燕曾致电建议她将此书在大陆出版。龙应台同意后，梁晓燕在被10家出版社拒绝出版此书后，汕头大学出版社同意出版此书。
2009年5月10日，“2009•北京•六四民主运动研讨会”在北京举行，梁晓燕与会发言。
2012年，梁晓燕等40余名学者、律师、作家与维权人士一同发表公开信，呼吁新上任的中共中央总书记习近平释放诺贝尔和平奖得主刘晓波。

## 公益事业
1994年，梁晓燕与他人正式注册成立了民间非营利性组织“自然之友”。之后创建了志愿者组织乡村教育促进行动，担任北京天下溪教育咨询中心理事，2008年担任北京西部阳光农村发展基金会秘书长。